# Elecciones parlamentarias de Hungría de 2014
Las elecciones legislativas de 2014 se llevaron a cabo en Hungría el día 6 de abril. En estas elecciones los conservadores arrasaron en los resultados, aunque con menor resultado que en las anteriores elecciones, debido a la reducción del número de escaños, ofreciendo a la coalición gubernamental la victoria electoral tal como se esperaba.

## Contexto electoral
La Coalición de Gobierno, formado por el partido mayoritario, el FIDESZ - Unión Cívica Húngara, junto con su socio minoritario, el Partido Popular Demócrata Cristiano.
El partido gobernante, Fidesz-UCH, ha suscitado temores en la Unión Europea por algunas declaraciones y actos de su líder y primer ministro del país, Viktor Orbán, las cuales han llegado a ser calificadas como "dictatoriales".
Incluso después de estas elecciones, el líder de la oposición, Attila Mesterházy, se negó a felicitar al primer ministro por su victoria y llegó a declarar lo siguiente:

"Estos comicios han sido injustos. (..) Hungría no está gobernada por el estado de derecho, ni por la democracia."
Attila Mesterházy, líder de Unidad, 6 de abril de 2014

La Comisión Europea en ocasiones ha llegado a censurar los cambios legislativos en Budapest, el proceso [electoral] dista de ser un éxito. Como ejemplo, el Ejecutivo comunitario alzó la voz cuando comprobó que Orbán pretendía deshacerse de los jueces que consideraba más molestos obligándolos a retirarse a los 62 años.

### Nuevo sistema electoral
El nuevo sistema electoral húngaro, en el cual se han cambiado muchos aspectos:
- Un sistema de ronda, en lugar de los dos sistema de ronda.
- Ni 50%, ni el 25% de participación es necesaria (Anteriormente se necesitaba anteriormente 50% de participación en la primera ronda y el 25% para la segunda ronda).
- 199 escaños (disminución de los 386, por lo que el número de asientos es el 51,6% del original)
- 106 escaños en la circunscripción (disminución de 176, aumentó de 45,6% a 53,3% del total de escaños)
- 93 escaños de lista de partido, incluyendo asientos minoría-list (disminuido de los 210 escaños de lista regionales y nacionales que se fusionaron, se redujo de 54,4% a 46,7% del total de escaños)
- 5% del umbral, todavía existe en el caso de listas de partido, y 10% en el caso de dos partes lista conjunta, el 15% en el caso de tres o más partidos lista conjunta.
- Minorías, serán capaces de establecer una "lista de minoría", sobre las elecciones que sólo necesitan para alcanzar el umbral del 5% de todos los votos de las minorías, y no por todas las listas de partidos votos, lo que - prácticamente - hace que sea posible el envío de sólo unos pocos representantes de las minorías (tal vez sólo una) a la Asamblea Nacional (alrededor del 1% de todos los votos, las minorías pueden enviar diputados a la Asamblea Nacional).

Todo ciudadano tiene dos votos - uno para votar por un candidato del distrito y otro para votar por una lista de partido. Los 106 escaños de circunscripción se distribuyen por un sistema de una sola ronda de la pluralidad, es decir, simplemente, que el candidato que obtenga mayor número de votos es elegido (en comparación con el anterior sistema de mayoría-pluralidad a dos vueltas). La distribución de los 93 escaños de lista de partido se basa tanto en los resultados de la fiesta y de los votos de circunscripción. Para total de los votos a favor del partido-listas, se añaden algunas circunscripciones-votos. Esto ocurre de dos maneras:
- En 1.er lugar, se añaden votos que fueron emitidos para todos los candidatos del distrito electoral que no fueron elegidos en las respectivas partes de esos candidatos.
- En 2º lugar, una parte de los votos a favor de los candidatos del distrito electoral victoriosos se transfiere a sus partidos. Número de votos transferido es igual al número de votos obtenidos por el candidato ganador menos el número de votos obtenidos por el segundo candidato, menos uno. La lógica detrás de la fórmula es la transferencia de todos los votos que el candidato ganador no realmente necesidad de asegurar la elección. Por ejemplo, si el primer candidato obtiene 15 000 votos y el segundo 5 000, el ganador habría ganado incluso si recibió 9 999 votos menos, de lo que realmente lo hizo. Estos votos son así añadirán al total del partido para la distribución de las listas de partidos escaños a nivel nacional.

#### Críticas al nuevo sistema electoral
Mónika Lamperth (Partido Socialista, dentro de Unidad) dijo que la ley electoral, propuesta por János Lázár, no sirvió para ningún otro propósito que para el de consolidar el poder del Fidesz, y ella llamó a la retirada del proyecto de ley. Dijo que había el nuevo mapa del distrito ha utilizado en las elecciones de 2010, el Fidesz y los demócrata-cristianos se habrían obtenido más del 76% de los escaños en el Parlamento.
Jobbik, de acuerdo en que la ley fue "diseñada para adaptarse a las necesidades del Fidesz." Llamó a la nueva delimitación de las fronteras de los distritos electorales "el serio fraude electoral y la manipulación". El hecho es que antes se tomó como el doble de votos para ganar un escaño en algunos distritos electorales como en algunos otros.

### Estancamiento y declive de la extrema derecha
El partido Movimiento por una Hungría Mejor (Jobbik), considerado de extrema derecha,  obtuvo un resultado de 23 escaños a su favor,los cuales son 24 escaños menos frente a los 47 que tenía en las pasadas elecciones, algunos expertos achacan este declive a la radicalización de las políticas del partido de centroderecha gobernante.[cita requerida]

## Candidatos (con representación parlamentaria)
| Candidato | Candidato         | Partido                 | Ideología principal |
| --------- | ----------------- | ----------------------- | --- |
|           | Viktor Orbán      |                         | De ideología de centro-derecha, quiere mantener a Hungría como una nación fuerte, sus últimas políticas anti-europeas han preocupado considerablemente a la Comisión Europea.   |
|           | Attila Mesterházy | Logo únicamente del PSH | Líder del bloque socialista, ha cosechado un resultado muy bajo teniendo en cuenta que aglutinan a los cuatro partidos de izquierdas tradicionalmente más numerosos de Hungría. |
|           | Vona Gabor        |                         | De ideología extremista de derechas, han perdido más de la mitad de los escaños que tenían en la anterior legislatura.                                                          |
|           | András Schieffer  |                         | Habiéndose negado a coaligarse con otras fuerzas políticas, este partido aboga por el ecologismo y por una nueva forma de hacer política en Hungría.                            |